# حسن‌سو
حسن‌سو (به لاتین: Həsənsu، تا ۲۹ دسامبر ۱۹۹۲ کیروفکا Kirovka) یک منطقه مسکونی در جمهوری آذربایجان است که در شهرستان آغستفا واقع شده است. حسن‌سو ۲۸۴۱ نفر جمعیت دارد.